# 20581 Prendergast
20581 Prendergast (1999 RQ152) là một tiểu hành tinh vành đai chính được phát hiện ngày 9 tháng 9 năm 1999 bởi nhóm nghiên cứu tiểu hành tinh gần Trái Đất phòng thí nghiệm Lincoln ở Socorro.